# Стипниекс, Эдуард
Эдуард Стипниекс (латыш. Eduards Stīpnieks; 1902—1983) — офицер латвийской армии и латышского легиона СС. Кавалер золотого немецкого креста.

## Биография
Родился 23 сентября 1902 в Валкском уезде, детство провёл в Латгалии. После окончания вечерней школы в 1922 году призван на обязательную службу в 6-й Рижский пехотный полк. В 1928 году окончил Латвийскую военную школу, затем продолжил службу во 2-м Вентспилсском пехотном полку. С приходом немецких оккупационных войск присоединяется к партизанской группе Карлиса Аперата.
В начале 1942 года добровольно вступает на службу в 24-й Талсинский полицейский батальон. На Восточном фронте дошёл до района Сергиевского монастыря под Ленинградом. 18 апреля 1943 года назначен командиром батальона. В мае 1943 года выступает на Волховском фронте. 2 февраля 1944 награждён Железными крестами 1 и 2 степени.
20 июня 1944 года повышен в звании до майора (Waffen-Sturmbannführer) и через месяц назначен командиром 43-го полка 19-й дивизии. 24 сентября 1944 года награждён золотым немецким крестом. В сентябре 1944 тяжело заболевает и покидает фронт.
В 1945 году эмигрировал в Германию. В Германии занимался общественной деятельностью, участвовал в создание первого отделения «Даугавас Ванаги» в Вюрцбурге. Умер 9 ноября 1981 в Аделаиде.